# Jerry Lawler
Jerry O’Neil Lawler (* 29. November 1949 in Memphis, Tennessee), bekannt als Jerry „The King“ Lawler, ist ein US-amerikanischer Wrestler und Ringkommentator, der zurzeit für den Wrestling-Marktführer WWE tätig ist.

## Karriere

### Anfänge
Lawler gab sein Debüt im Wrestling-Geschäft 1970. Anfang der 1970er gewann er zusammen mit seinem Partner Jim White die NWA Southern Tag Team Championship.

### AWA / CWA
1974 begann er in der American Wrestling Association eine Fehde mit Jackie Fargo, welche zu einem Match um den Titel des AWA Southern Heavyweight Champion führte. Dieses Match durfte Lawler für sich entscheiden. Während seiner Arbeit bei der Continental Wrestling Association im Jahr 1979 durfte er den Titel CWA World Champion halten.
Beim Ausflug des Anarcho-Entertainers Andy Kaufman ins Wrestling lieferte sich Lawler mit diesem eine über einjährige (wie sich später herausstellte: inszenierte) Fehde, die sie unter anderem bis in die Show von David Letterman brachte. Diese wurde später mit Lawler in dem Film Der Mondmann verfilmt.

### National Wrestling Alliance
Am 7. März 1983 durfte Lawler den Titel AWA International Champion gewinnen und 1984 wurde er NWA Mid America Champion. 1985 ging er nach Japan, wo er 1986 den NWA Polynesian Pacific Title erringen durfte. Lawler ging zurück in die USA und wurde dort erneut AWA International Champion. 1988 durfte er den Titel AWA World Heavyweight Champion erringen. Von 1991 bis 1992 war er bei der United States Wrestling Association, wo Lawler ein Team mit Jeff Jarrett bildete. Mit den Moondogs hatte das Team ein Fehdenprogramm um den USWA-Tag-Team-Titel. Dieses wurde von der Pro Wrestling Illustrated als Fehde des Jahres 1992 ausgezeichnet.

### WWE
Nachdem Lawler zur damaligen WWF gekommen war, fehdete er von 1993 bis 1995 mit Bret Hart und dem Rest der Hart-Familie. Zwischendurch musste diese Fehde kurz unterbrochen werden, da gegen Lawler wegen sexueller Belästigung ermittelt wurde, weswegen ihn die WWF bis zur Klärung vorübergehend suspendierte.
WrestleMania X war die erste Großveranstaltung, bei der Lawler als Kommentator agierte. Danach begann eine kurze Fehde mit Roddy Piper. Um den Jahreswechsel 1994/1995 war er auch bei Smokey Mountain Wrestling aktiv, kommentierte aber weiterhin für die WWF.
Im Sommer 1996 schrieb man Lawler in eine Fehde mit Jake Roberts, welche im Nachhinein als sehr geschmacklos angesehen wurde, da sie Roberts’ reales Alkoholproblem vor der Kamera thematisierte. 1997 brach Lawler eigenverantwortlich in einer RAW-Sendung eine reale Fehde mit Paul Heyman vom Zaun, bei der er behauptete, Heyman und seine ECW-Wrestler hätten nicht den Mut, gegen Wrestler der WWF in den Ring zu steigen und alles was Heyman und die ECW produzieren könnten, sei eh nur Schrott. Noch während dieser Sendung rief ein äußerst wütender Paul Heyman an und nahm die Herausforderung an. Bei einer späteren RAW-Aufzeichnung im Hammerstein Ball Room in New York City tauchten plötzlich Paul Heyman und einige seiner Wrestler auf und traten gegen Wrestler des RAW-Rosters an. Dabei machten sie Werbung für ihren ersten PPV. (Für das letztere hatte Heyman die Erlaubnis McMahons erhalten, da dieser anfangs gedachte, die ECW als Nachwuchsliga seiner WWF einzugliedern und dem entsprechende Verträge vorbereitet hatte.) Etwas später tauchte Lawler bei einer ECW-Veranstaltung auf und griff dort nach einem Match Tommy Dreamer an.

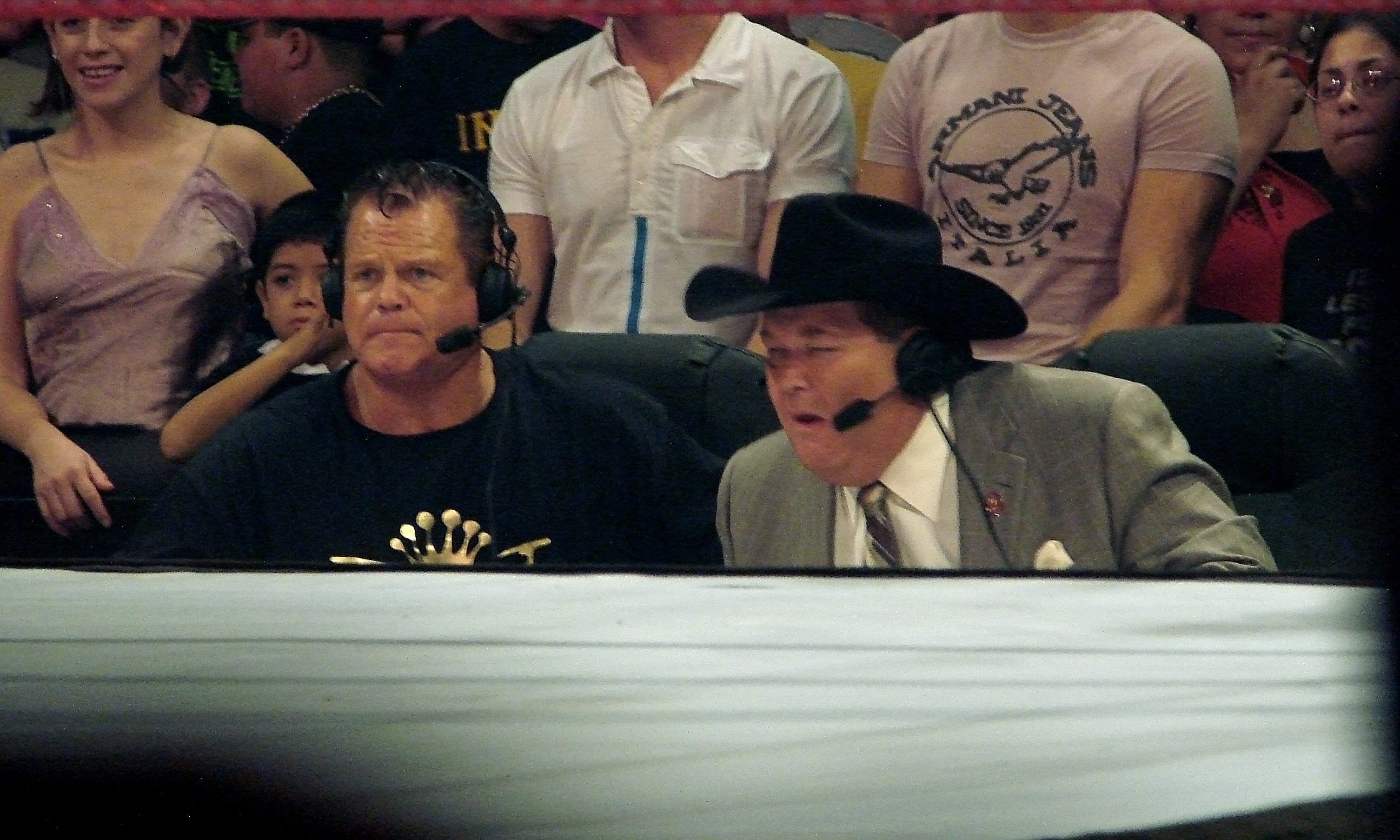
Lawler mit Freund und Kommentator Jim Ross im Jahr 2007

Ab 1998 wurden die Matches von Lawler seltener und er konzentrierte sich auf das Kommentieren. Ab 1999 wurde er Co-Kommentator von Jim Ross. Im Februar 2001 kündigte Lawler bei der WWF wegen der Entlassung seiner Frau Stacy Carter, die ebenfalls dort angestellt war, und arbeitete fortan für verschiedene unabhängige Promotionen. An seiner Stelle wurde der ehemalige ECW-Besitzer Paul Heyman eingesetzt. Nach der Scheidung von Stacy Carter gab Lawler im November 2001 sein Comeback als Kommentator bei der WWF.
2003 fehdete das Raw-Kommentatoren-Team (Lawler und Jim Ross) mit dem der WWE-B-Show Sunday Night Heat (Jonathan Coachman und Al Snow). 2006 hatte Lawler eine Fehde mit Tazz. Diese endete mit einer Niederlage in einem Match bei ECW One Night Stand des gleichen Jahres.
Am 31. März 2007 wurde Lawler von William Shatner in die WWE Hall of Fame eingeführt.
Ab November 2010 war Lawler wieder vermehrt als Wrestler tätig und bestritt Fehden gegen The Miz und Michael Cole. Im Januar 2012 nahm er am traditionellen Royal-Rumble-Match teil.

## Privatleben

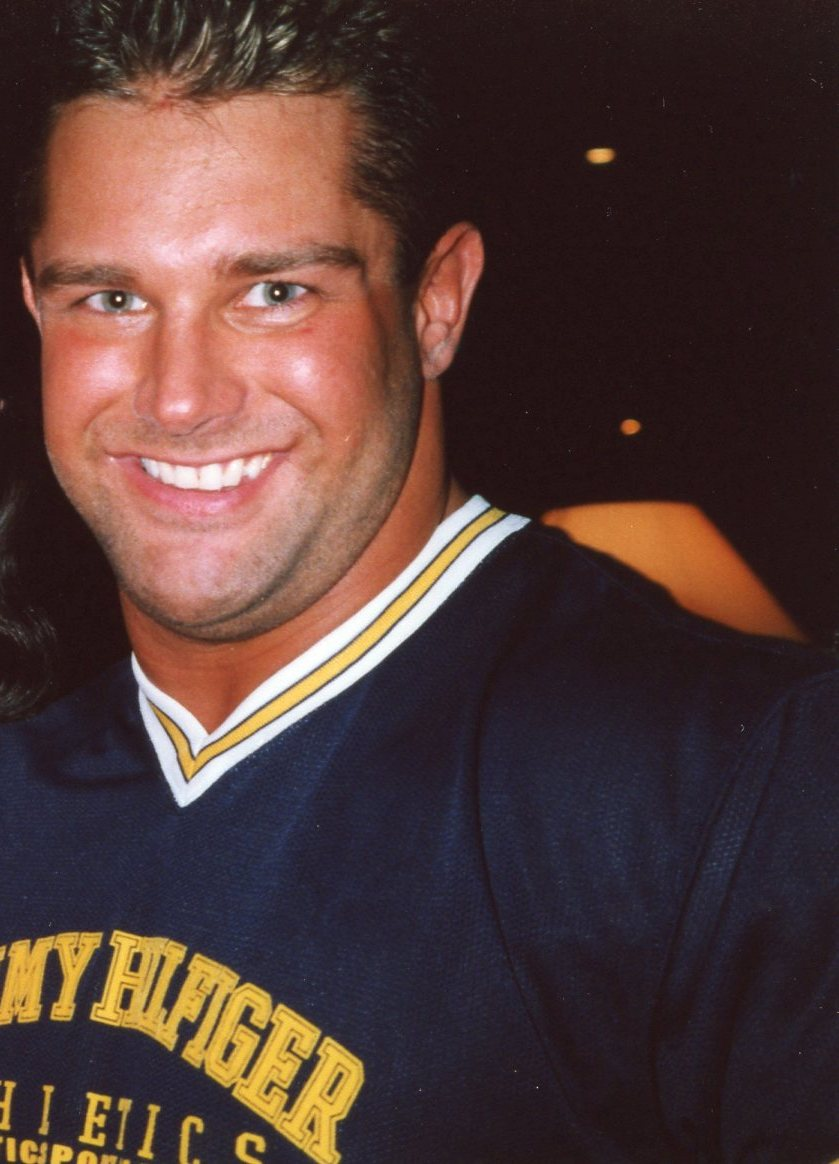
Brian Christopher Lawler, der Sohn von Jerry Lawler

Lawler war bereits dreimal verheiratet: Das erste Mal mit Kay Williams, mit der er drei Kinder hat. Unter anderem Brian Christopher Lawler, bekannt vor allem unter seinem Ringnamen Grandmaster Sexay, der ebenfalls als Wrestler aktiv war. Die zweite Ehe war mit Paula Jean Carruth, die er am Valentinstag 1982 heiratete. Am 29. September 2000 ehelichte Lawler seine langjährige Freundin Stacy „The Kat“ Carter, die auch im Film Der Mondmann als seine Freundin zu sehen ist. Knapp ein Jahr später, am 21. Juli 2001, ließen sich die beiden jedoch wieder scheiden. Sein Cousin ist der ehemalige Wrestler und WWF Intercontinental Champion The Honky Tonk Man.
Während des Matches Kane und Daniel Bryan gegen die Prime Time Players (Darren Young & Titus O’Neil) am 10. September 2012 bei RAW brach Lawler plötzlich zusammen. Später wurde bekannt, dass er einen Herzinfarkt erlitt und es sich dabei nicht um eine Storyline handelte. Wenige Minuten zuvor stand er selbst noch als Aktiver im Ring.
Lawler musste während der laufenden Show im Backstagebereich mit einem Defibrillator wiederbelebt und anschließend im Krankenhaus operiert werden. Bei diesem Eingriff wurde ihm ein Stent sowie eine Intraaortale Ballonpumpe eingesetzt. Laut der computertomographischen Untersuchung werden keine längerfristigen Schäden an Lawlers Gehirn befürchtet, worüber zuvor noch spekuliert worden war. Am 30. Oktober 2012 gab die WWE während der RAW-Ausgabe bekannt, dass Lawler am 12. November wieder in die Shows als Kommentator zurückkehren wird.
Am 7. Februar 2023 erlitt er in seinem Anwesen in Florida einen Schlaganfall.

## Erfolge

### Titel
- American Wrestling Association

- 03× AWA World Heavyweight Championship
- 43× AWA Southern Heavyweight Champion
- 11× AWA Southern Tag Team Champion je 1× mit Jos DeLuc, Austin Idol und Ray Traylor, je 2× mit Jim White und Stan Frazier, 4× mit Bill Dundee
- 01× AWA World Heavyweight Champion
- 02× AWA World Tag Team Champion mit Bill Dundee

- Continental Wrestling Association

- 1× CWA Heavyweight Champion

- Jersey All Pro Wrestling

- 1× Jersey All Pro Wrestling Heavyweight Champion

- Maryland Championship Wrestling

- 1× Maryland Championship Wrestling Heavyweight Champion
- 1× Maryland Championship Wrestling Tag Team Champion mit The Bruiser

- Memphis Championship Wrestling

- 3× Memphis Championship Wrestling Southern Heavyweight Champion

- Memphis Power Pro Wrestling

- 1× Memphis Power Pro Wrestling Tag Team Champion ohne Partner

- National Wrestling Alliance

- 3× NWA Mid America Heavyweight Champion
- 1× NWA Polynesian Pacific Heavyweight Champion
- 4× NWA Southern Junior Heavyweight Champion

- Smoky Mountain Wrestling

- 2× Smoky Mountain Wrestling Heavyweight Champion

- United States Wrestling Association

- 02× USWA Southern Heavyweight Champion
- 02× USWA Texas Heavyweight Champion
- 28× USWA Unified World Heavyweight Champion
- 06× USWA World Tag Team Champion 2× mit Bill Dundee, 4× mit Jeff Jarrett

- World Class Wrestling

- 3× World Class World Heavyweight Champion

### Auszeichnungen
- WWE

- WWE Hall of Fame 2007

## Bücher
- Jerry Lawler: It’s Good to Be the King … Sometimes. (Autobiografie). Pocket Books / Simon & Schuster, New York 2002, ISBN 0-7434-5767-6